# Lunatique
Lunatique – singel polskiej grupy muzycznej Mathplanete nagrany wspólnie z popową piosenkarką Edytą Górniak, wydany w 2005 roku przez wytwórnię płytową EG Production. Jest to pierwszy francuskojęzyczny utwór w karierze wokalistki. Autorami kompozycji są Piotr Skotnicki i Artur Włodkowski. Dochód ze sprzedaży singla przeznaczono na pomoc chorym dzieciom. 
Piosenka zapowiadała niewydaną płytę studyjną Górniak, która miała ukazać się latem 2005 roku.

## Lista utworów
Opracowano na podstawie materiału źródłowego.
1. „Lunatique” – 3:40
2. „Lunatique” (Mathplanete Sigma Club Mix) – 7:18

## Notowania utworu
| Lista                               | Pozycja |
| ----------------------------------- | ------- |
| Lista Przebojów Polskiego Radia PiK | 2       |
| Lista Przebojów Programu Trzeciego  | 36      |